# حزقيال كارلوس أرامبورو
حزقيال كارلوس أرامبورو (بالإسبانية: Juan Carlos Aramburu)‏ هو كاهن كاثوليكي أرجنتيني، ولد في 11 فبراير 1912 في Juárez Celman Department ‏ في الأرجنتين، وتوفي في 18 نوفمبر 2004 في بوينس آيرس في الأرجنتين بسبب مرض قلبي وعائي.

## روابط خارجية
- حزقيال كارلوس أرامبورو على موقع مونزينجر (الألمانية)